# Nortonville, Kentucky
Nortonville är en ort i Hopkins County i Kentucky. Vid 2010 års folkräkning hade Nortonville 1 204 invånare.